# Liste der Kulturdenkmale in Großmölsen
In der Liste der Kulturdenkmale in Großmölsen sind alle Kulturdenkmale der thüringischen Gemeinde Großmölsen (Landkreis Sömmerda) und ihrer Ortsteile aufgelistet (Stand: 2006).

## Legende
- Bild: zeigt ein Bild des Kulturdenkmals und gegebenenfalls einen Link zu weiteren Fotos des Kulturdenkmals im Medienarchiv Wikimedia Commons
- Bezeichnung: Name, Bezeichnung oder die Art des Kulturdenkmals
- Lage: Wenn vorhanden Straßenname und Hausnummer des Kulturdenkmals; Grundsortierung der Liste erfolgt nach dieser Adresse. Der Link Karte führt zu verschiedenen Kartendarstellungen und nennt die Koordinaten des Kulturdenkmals.
 Kartenansicht, um Koordinaten zu setzen – in dieser Kartenansicht sind Kulturdenkmale ohne Koordinaten mit einem roten bzw. orangen Marker dargestellt und können in der Karte gesetzt werden. Kulturdenkmale ohne Bild sind mit einem blauen bzw. roten Marker gekennzeichnet, Kulturdenkmale mit Bild mit einem grünen bzw. orangen Marker.
- Datierung: gibt das Jahr der Fertigstellung beziehungsweise das Datum der Erstnennung oder den Zeitraum der Errichtung an
- Beschreibung: bauliche und geschichtliche Einzelheiten des Kulturdenkmals, vorzugsweise die Denkmaleigenschaften
- ID: Die ID identifiziert das Kulturdenkmal eindeutig. In Thüringen sind aktuell keine IDs veröffentlicht. In der ID-Spalte kann sich auch folgendes Icon  befinden, dies führt zu Angaben zu diesem Kulturdenkmal bei Wikidata.

## Denkmalensemble
| Bild                                    | Bezeichnung | Lage                          | Datierung | Beschreibung | ID |
| --------------------------------------- | ----------- | ----------------------------- | --------- | ------------ | -- |
| Direkt Bild zu diesem Denkmal hochladen | Ortslage    | Koordinaten fehlen! Hilf mit. |           |              |    |

## Einzeldenkmale
| Bild                           | Bezeichnung                           | Lage                   | Datierung | Beschreibung                                                                | ID |
| ------------------------------ | ------------------------------------- | ---------------------- | --------- | --------------------------------------------------------------------------- | -- |
| weitere Bilder Fotos hochladen | Kirche St. Bonifatius mit Ausstattung | Kirchgasse 9 (Karte)   |           | Die Kirchgemeinde von Großmölsen ist dem Kirchspiel von Udestedt zugehörig. |    |
| Fotos hochladen                | ehemaliges Brauhaus                   | Brauhausgasse (Karte)  |           |                                                                             |    |
| Fotos hochladen                | Hofanlage                             | Hauptstraße 1 (Karte)  |           |                                                                             |    |
| Fotos hochladen                | Haustür                               | Hauptstraße 26 (Karte) |           |                                                                             |    |
| Fotos hochladen                | Haustür                               | Kirchgasse 12 (Karte)  |           |                                                                             |    |
| Fotos hochladen                | Haustür                               | Kirchgasse 13 (Karte)  |           |                                                                             |    |
| Fotos hochladen                | Hofanlage                             | Kirchgasse 15 (Karte)  |           |                                                                             |    |
| Fotos hochladen                | Waidmühlstein                         | Kirchgasse 16 (Karte)  |           |                                                                             |    |

## Quelle
- Landkreis Sömmerda. (Memento vom 1. Februar 2017 im Internet Archive; PDF; 160 kB) landkreis-soemmerda.de, Auszug aus dem Denkmalbuch des Landes Thüringen